# Shasta (Illinois)
Pour les articles homonymes, voir Shasta.
Shasta est une ville fantôme, du comté d'Alexander en Illinois, aux États-Unis. Elle est située en bordure du Mississippi, au nord de Tankville (en).

## Source de la traduction
- (en) Cet article est partiellement ou en totalité issu de l’article de Wikipédia en anglais intitulé « Shasta, Illinois » (voir la liste des auteurs).